# 安山乡 (新宁县)
安山乡，是中华人民共和国湖南省邵陽市新宁县下辖的一个乡镇级行政单位。

## 行政区划
安山乡下辖以下地区：
安山村、新铺村、石桥村、金洞村、岩铺村、花桥村、车头村、合兴村、滩底村、檀木村、矿头村、赤泥村、露石村、都匀村、温塘村、柘木村、鸬鹚村、岩口村、大桥村、赤壁村、两合村、正田村、洪合村、大塘村和新安村。